# پرینکیپاته
پرینکیپاته (به لاتین: Principate) نامی است که برخی اوقات برای اشاره به دورهٔ اول امپراتوری روم — از آغاز حکمرانی آگوستوس در ۲۷ قبل از میلاد تا پایان بحران قرن سوم در ۲۸۴ پس از میلاد — استفاده می‌شود. پس از آن امپراتوری روم به دومیناته تحول و تطور یافت.
از ویژگی‌های دورهٔ پرینکیپاته، حکمرانی یک امپراتور و ریاستش به عنوان حاکم امپراتوری بر کل مجلس سنا و در عوض آن بودند و در عین حال، تلاش اولین حکمرانان آن برای تظاهر به ادامه یافتن دورهٔ جمهوری حداقل در برخی از جنبه‌ها و اشکال آن است.